# Марк Эмилий Скавр (претор)
Марк Эми́лий Скавр (лат. Marcus Aemilius Scaurus; умер после 53 года до н. э.) — римский военачальник и политический деятель из патрицианского рода Эмилиев Скавров, претор 56 года до н. э. Участвовал в восточных походах Гнея Помпея Великого, неудачно претендовал на консулат 53 года до н. э. Из-за нарушений выборного законодательства был вынужден уйти в изгнание.

## Происхождение
Марк Эмилий принадлежал к древнему патрицианскому роду. Его отец, носивший то же имя, был консулом в 116 году до н. э. и много лет возглавлял список сенаторов. По матери Скавр был внуком Луция Цецилия Метелла Далматика и близким родственником других многочисленных Цецилиев Метеллов.
Единственная полнородная сестра Марка была женой Мания Ацилия Глабриона и Гнея Помпея Великого; она умерла совсем молодой в 82 году до н. э.

## Биография
Точная дата рождения Марка Эмилия неизвестна. Его отец умер в 89 или 88 году до н. э., и вскоре после этого на матери Марка женился Луций Корнелий Сулла. В этом браке родились единоутробные брат и сестра Скавра, Фавст Корнелий Сулла и Фавста Корнелия. В 82 году до н. э. Сулла стал единоличным правителем Римской республики; в 81 году до н. э. Метелла Далматика скончалась.
Известно, что в отрочестве, во время правления отчима, Марк Эмилий был одним из двух (наряду с Марком Порцием Катоном) предводителей Троянской игры — конного состязания знатных подростков. Сверстники выбрали его «из почтения к его матери». Во взрослую общественную жизнь Скавр вступил в 78 году до н. э., уже после смерти Суллы, когда привлёк к суду Гнея Корнелия Долабеллу. Этот нобиль отличился злоупотреблениями во время наместничества в Киликии. Его проквестор Гай Веррес, чтобы избежать наказания, перешёл на сторону обвинения и предоставил все данные, так что Марк выиграл дело; Долабелле пришлось уйти в изгнание.
Предположительно в 66 году до н. э. Скавр занимал должность квестора, поскольку уже в следующем году он был промагистратом на Востоке, под началом своего бывшего зятя Гнея Помпея Великого. В 64 году до н. э. Помпей, только что завоевавший Сирию, направил Марка в Иудею. Там в это время боролись за царскую власть двое братьев, Гиркан и Аристобул; каждый из них предложил Скавру 400 талантов за помощь. Скавр выбрал Аристобула. Согласно Иосифу Флавию, этот претендент «был и богаче, и великодушнее, и менее требователен, тогда как Гиркан был беден и скуп и требовал за своё неопределённое обещание гораздо большего», но исследователи полагают, что Гиркан не подходил Риму из-за его ориентации на союз с Набатеей.
В 63 году до н. э. в Иудею прибыл сам Помпей. Римская армия вторглась в Набатею, но вскоре Помпею пришлось уехать на север, и командующим в этом регионе остался Скавр. Последний осадил Петру; царь Арета III Филэллин предложил ему взятку в 300 талантов, и Марк Эмилий, столкнувшийся к тому моменту с серьёзными трудностями, увёл войска. В 61 году до н. э. он уехал в Рим, передав перед этим Сирию Луцию Марцию Филиппу. Известно, что не позже 60 года до н. э. Скавр стал членом жреческой коллегии понтификов, а в 58 году до н. э. занимал должность курульного эдила и организовал роскошные игры для народа. Античные авторы пишут о «немыслимой щедрости» Марка, о «роскошнейших и великолепнейших представлениях», о состязаниях атлетов, о шествии актёров «в специально подобранных одеяниях вместо былых ярко-алых туник». Эта роскошь обеспечила Скавру популярность у плебса, но стоила громадных денег, превосходивших его возможности; в результате Марк Эмилий залез в долги.
В 56 году до н. э. Скавр стал претором и возглавил в этом качестве постоянную судебную комиссию по делам о насилии. Известно, что он вёл дело Публия Сестия, одним из защитников которого был Марк Туллий Цицерон. После претуры Марк был наместником Сардинии (предположительно проконсулом). 29 июня 54 года до н. э. он вернулся в Рим. 5 июля Скавр защищал в суде Гая Порция Катона, обвинённого в злоупотреблении властью, а 8 июля сам был привлечён к суду Публием Валерием Триарием за вымогательства в провинции. Одним из шести его защитников стал Цицерон. Вина подсудимого была очевидной, но искусная защита, просьбы Скавра о снисхождении, память о его отце и о роскошных играх перевесили: присяжные вынесли оправдательный приговор.
Параллельно Марк Эмилий добивался консулата на 53 год до н. э. Его конкурентами стали патриций Марк Валерий Мессала Руф и плебеи Гай Меммий и Гней Домиций Кальвин. Шансы Скавра на избрание, изначально неплохие благодаря популярности его отца в сельских трибах, уменьшились из-за судебного процесса; тем не менее он так же, как остальные претенденты, раздавал деньги избирателям. Подкупы во время этой предвыборной кампании достигли небывалого размаха, из-за чего процент по кредитам вырос с одной трети в месяц до двух третей. В конце концов всех четырёх кандидатов привлекли к суду за скупку голосов. Обвинителем Скавра снова стал Триарий, а защитником — Цицерон. Народ требовал оправдания, но Гней Помпей, поддерживавший Кальвина и Меммия, двинул против толпы своих солдат, а присяжные вынесли обвинительный приговор. Марку Эмилию пришлось уйти в изгнание.
О дальнейшей судьбе Скавра ничего не известно.

## Частная жизнь
С 62 года до н. э. Марк Эмилий был женат на Муции Терции, дочери Квинта Муция Сцеволы «Понтифика», сестре двух Квинтов Цецилиев Метеллов — Целера и Непота. Эта матрона до того была третьей женой Гнея Помпея «Великого» и получила от него развод. Во втором браке она родила сына, Марка Эмилия Скавра, приходившегося, таким образом, младшим единоутробным братом Гнею Помпею Магну Младшему и Сексту Помпею Магну Пию.
Скавра отличала любовь к роскоши. Известно, что он купил и снёс дом Октавиев на Палатине, считавшийся «превосходным и великолепным», чтобы расширить собственный особняк. Первым из римлян он начал собирать коллекцию гемм.